# Liste der Kulturdenkmale in Gränitz
In der Liste der Kulturdenkmale in Gränitz sind die Kulturdenkmale des Brand-Erbisdorfer Ortsteils Gränitz verzeichnet, die bis August 2022 vom Landesamt für Denkmalpflege Sachsen erfasst wurden (ohne archäologische Kulturdenkmale). Die Anmerkungen sind zu beachten.
Diese Aufzählung ist eine Teilmenge der Liste der Kulturdenkmale in Brand-Erbisdorf.

## Liste der Kulturdenkmale in Gränitz
| Bild                                    | Bezeichnung                                                                                        | Lage                       | Datierung                                                      | Beschreibung | ID       |
| --------------------------------------- | -------------------------------------------------------------------------------------------------- | -------------------------- | -------------------------------------------------------------- | --- | -------- |
| Direkt Bild zu diesem Denkmal hochladen | Bauernhaus mit Wirtschaftsanbauten                                                                 | Alte Poststraße 4 (Karte)  | Um 1880                                                        | Landschaftstypisches ländliches Anwesen. Erdgeschoss massiv, geglättet, Winterfenster, Obergeschoss Traufseite an der Straße zweiriegeliges Fachwerk, sonst vermutlich massiv, verkleidet, Satteldach. | 08991292 |
| Direkt Bild zu diesem Denkmal hochladen | Bauernhaus                                                                                         | Alte Poststraße 6 (Karte)  | 1. Hälfte 19. Jahrhundert                                      | Regionaltypisch mit Fachwerk-Obergeschoss von baugeschichtlichem Wert. Erdgeschoss massiv, Obergeschoss Fachwerk verkleidet, Fenster in ursprünglicher Größe, Krüppelwalmdach, seitlicher Wirtschaftsanbau mit Pultdach. | 08991296 |
|                                         | Bethaus und alte Kirchschule sowie Einfriedungsmauer des alten Dorffriedhofes                      | Alte Poststraße 9 (Karte)  | 1876                                                           | Regionaltypischer Kombinationsbau von Schule und Bethaus, gut proportionierter Putzbau mit markantem Dachreiter, ortshistorische und bauhistorische Bedeutung. Zweigeschossiger massiver Bau mit sieben zu zwei Achsen, Fenster und Türen mit Segmentbogen, Sandsteingewände, die Fenster zum Teil mit Sprossung, an der Giebelseite Zwillingsfenster. Das Satteldach mit mittigem, verschiefertem Dachreiter mit offenem Glockenstuhl und Uhr, darüber hohes Pyramidendach. Neben dem Schul- und Kirchengebäude befindet sich der kleine Dorffriedhof, dessen umfassende Bruchsteinmauer das Ortsbild maßgeblich prägt. Die Kombination einer Schule mit einem Kirchenbau (Bethaus) ist für den Landschaftsraum um Brand-Erbisdorf charakteristisch. In großen Teilen des ehemaligen Direktionsbezirkes Chemnitz trifft man diese Bauweise nicht an. Neben der ohnehin schon vorhandenen ortsgeschichtlichen Bedeutung auf Grund der Nutzungsgeschichte kommt damit dem Gebäude auch eine große bautypologische und sozialgeschichtliche Bedeutung zu. Die neben dem Schul- und Kirchengebäude befindliche Friedhofsmauer prägt das Ortsbild maßgeblich. Als bauliches Zeugnis des Dorffriedhofes kommt der Mauer zudem noch eine ortsgeschichtliche Bedeutung zu. | 08991290 |
| Direkt Bild zu diesem Denkmal hochladen | Transformatorenturm                                                                                | Hofberg (Karte)            | Um 1930                                                        | Typenbau aus den 1920er/30er Jahren in gutem Originalzustand von technikgeschichtlichem und ortsgeschichtlichem Wert. Rechteckige Grundfläche, Putzbau, alte Isolatoren erhalten, ursprünglich weit verbreiteter Typenbau, bemerkenswert durch seinen guten Originalzustand. | 09304408 |
| Weitere Bilder                          | Rittergut Gränitz (Sachgesamtheit)                                                                 | Hofberg 6, 8 (Karte)       | Um 1900                                                        | Sachgesamtheit Rittergut Gränitz mit folgenden Einzeldenkmalen: Herrenhaus und Gesindehaus des ehemaligen Rittergutes (siehe 08991300) sowie Gutspark (Gartendenkmal); von ortshistorischer Bedeutung. - Einfriedung: Ziergitter-Zaun nach historischem Vorbild erneuert - Erschließung: - Zugang: Pforte mit Ziergitter-Tor von der Südwest-Seite - Wegesystem: nur noch wenige Wege erhalten (diese mit Betonpflaster) - Wasserelemente: Teich im Norden der Anlage (ein weiterer, westlich davon gelegener Teich ist nicht mehr vorhanden, vgl. Messtischblatt 1916, 1939), Bachlauf durchquert den Park von Südosten nach Nordwesten, zwei große Steine als Brückenquerung über dem Bach, Ablass im Süden des Teiches - Vegetation: - Einzelbäume: Baumpaar aus Winter-Linden (Tilia cordata) als Torbäume links und rechts der Pforte - Baumgruppe: Gruppe aus Winter-Linden (Tilia cordata) am Nordwest-Ufer des Teiches - Altbaumbestand, z. B. zwei mächtige Berg-Ahorne (Acer pseudoplatanus), Blut-Buche (Fagus sylvatica ‚purpurea‘), Schwarz-Erle (Alnus glutinosa), Esche (Fraxinus excelsior), Schwarz-Kiefer (Pinus nigra) | 08991299 |
| Weitere Bilder                          | Herrenhaus und Gesindehaus des ehemaligen Rittergutes (Einzeldenkmale der Sachgesamtheit 08991299) | Hofberg 6, 8 (Karte)       | Um 1900 (Herrenhaus); vermutlich 18. Jahrhundert (Gesindehaus) | Einzeldenkmale Sachgesamtheit Rittergut Gränitz; mächtiger Baukörper mit markantem Krüppelwalmdach, ortshistorische sowie baukünstlerische Bedeutung. - Herrenhaus (Hofberg 6): zweigeschossig, Gurtgesimse, Erdgeschoss-Fenster mit Segmentbogen, Eingangsbereich und Terrasse mit Balustern, zwischen den Geschossen figürliche Medaillons und Putzvoluten, im Obergeschoss Pilaster und Dreiecksverdachung, Fenster mit Sprossung (Kunststoff) und Schlagläden, Walmdach, Schieferdeckung, vier Gaupen, Eckturm mit aufwendig gestaltetem drittem Geschoss, Pyramidendach mit Laterne - Gesindehaus (Hofberg 8): Erdgeschoss massiv, Sandstein, Obergeschoss auch massiv, jedoch Holzgewände, Fenster zum Teil mit Sprossung, Krüppelwalmdach, Schieferdeckung | 08991300 |
| Direkt Bild zu diesem Denkmal hochladen | Wohnstallhaus                                                                                      | Mühlweg 1 (Karte)          | Bezeichnet mit 1853                                            | Regionaltypisches Bauernhaus mit intakter Fachwerk-Konstruktion im Obergeschoss von baugeschichtlichem und sozialgeschichtlichem Wert. Erdgeschoss massiv, Obergeschoss zweiriegeliges Fachwerk mit Diagonalstreben, überwiegend verbrettert, Satteldach. | 08991293 |
| Direkt Bild zu diesem Denkmal hochladen | Wohnhaus und Scheune eines Bauernhofes                                                             | Mühlweg 3 (Karte)          | Um 1900                                                        | Landschafts- und zeittypisches Wohn- und Wirtschaftsgebäude eines kleinen Bauernhofes in gutem Originalzustand von baugeschichtlichem Wert. - Wohnhaus: zweigeschossig, massiv, Putzgliederung, Fenster mit Sprossung, Winterfenster, Eingang mit gerader Verdachung, Satteldach - Scheune: Erdgeschoss massiv, halbes Obergeschoss verbrettert, Satteldach - 1. Nebengebäude: Holzkonstruktion, Satteldach, Schieferdeckung, Streichung 2012 (Denkmalwert nicht gegeben) - 2. Nebengebäude: zweigeschossig, Sockelgeschoss massiv, sonst verbrettert, flaches Pultdach, Streichung 2012 (Denkmalwert nicht gegeben) | 08991298 |
| Direkt Bild zu diesem Denkmal hochladen | Wohnstallhaus und Scheune                                                                          | Robert-Kühn-Weg 11 (Karte) | 1889 laut Auskunft                                             | Regionaltypisches bäuerliches Anwesen mit Holzbauweise von baugeschichtlichem Wert. - Wohnstallhaus: Erdgeschoss massiv, Sandsteingewände, Türgewände mit Verdachung, Obergeschoss Fachwerk, teils verbrettert, teils verkleidet, Fenster zum Teil mit Sprossung und Zierrahmung an der Hofseite, Satteldach, Schieferdeckung - Scheune: Holzkonstruktion, verbrettert, Rolltore, Satteldach | 08991295 |

## Tabellenlegende
- Bild: Bild des Kulturdenkmals, ggf. zusätzlich mit einem Link zu weiteren Fotos des Kulturdenkmals im Medienarchiv Wikimedia Commons. Wenn man auf das Kamerasymbol klickt, können Fotos zu Kulturdenkmalen aus dieser Liste hochgeladen werden:
- Bezeichnung: Denkmalgeschützte Objekte und ggf. Bauwerksname des Kulturdenkmals
- Lage: Straßenname und Hausnummer oder Flurstücknummer des Kulturdenkmals. Die Grundsortierung der Liste erfolgt nach dieser Adresse. Der Link (Karte) führt zu verschiedenen Kartendiensten mit der Position des Kulturdenkmals. Fehlt dieser Link, wurden die Koordinaten noch nicht eingetragen. Sind diese bekannt, können sie über ein Tool mit einer Kartenansicht einfach nachgetragen werden. In dieser Kartenansicht sind Kulturdenkmale ohne Koordinaten mit einem roten bzw. orangen Marker dargestellt und können durch Verschieben auf die richtige Position in der Karte mit Koordinaten versehen werden. Kulturdenkmale ohne Bild sind an einem blauen bzw. roten Marker erkennbar.
- Datierung: Baubeginn, Fertigstellung, Datum der Erstnennung oder grobe zeitliche Einordnung entsprechend des Eintrags in der sächsischen Denkmaldatenbank
- Beschreibung: Kurzcharakteristik des Kulturdenkmals entsprechend des Eintrags in der sächsischen Denkmaldatenbank, ggf. ergänzt durch die dort nur selten veröffentlichten Erfassungstexte oder zusätzliche Informationen
- ID: Vom Landesamt für Denkmalpflege Sachsen vergebene, das Kulturdenkmal eindeutig identifizierende Objekt-Nummer. Der Link führt zum PDF-Denkmaldokument des Landesamtes für Denkmalpflege Sachsen. Bei ehemaligen Kulturdenkmalen können die Objektnummern unbekannt sein und deshalb fehlen bzw. die Links von aus der Datenbank entfernten Objektnummern ins Leere führen. Ein ggf. vorhandenes Icon  führt zu den Angaben des Kulturdenkmals bei Wikidata.